# Фальков, Николай Кириллович
Николай Кириллович Фальков (род. 13 октября 1941) — советский борец классического и вольного стилей, чемпион и призёр чемпионатов СССР по классической борьбе, мастер спорта СССР международного класса (1970) по классической борьбе. Увлёкся борьбой в 1962 году. Выступал в первой наилегчайшей (до 48 кг) и наилегчайшей (до 52 кг) весовых категориях. В 1963 году выполнил норматив мастера спорта СССР по классической борьбе. В 1966 году стал мастером спорта по вольной борьбе. Участвовал в пяти чемпионатах СССР.

## Спортивные результаты
- Чемпионат СССР по классической борьбе 1968 года — ;
- Чемпионат СССР по классической борьбе 1970 года — ;